# Armando Museum

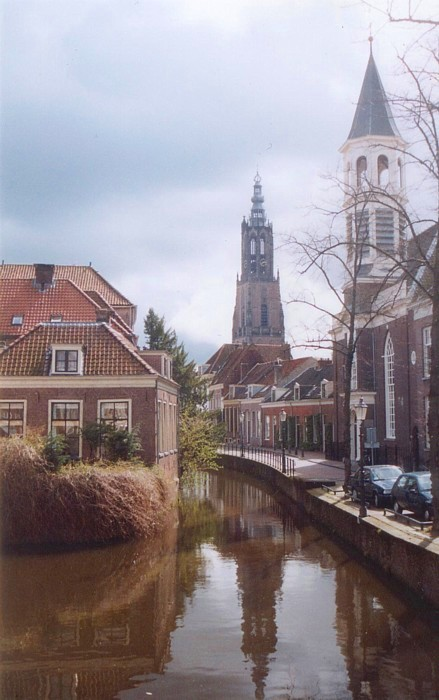
Rechts Elleboogkerk/Ellbogenkirche mit Armando Museum

Das Armando Museum war ein 1998 in Amersfoort eröffnetes Museum mit Werken des niederländischen Künstlers Armando.
Das Museum befand sich in der Ellbogenkirche, einem neoklassizistischen Kirchengebäude aus dem frühen 19. Jahrhundert. Am 22. Oktober 2007 wurde dieses Gebäude völlig durch Brand zerstört, wobei ein großer Teil der Sammlung verlorenging.
Das Museum enthielt Werke von Armando seit den 1950er Jahren. Es gab zwei Wechselausstellungen pro Jahr.
Seit März 2012 ist eine Armando-Sammlung im Museum Oud Amelisweerd in Bunnik zu sehen.